# Сомерсет (містечко, Вісконсин)
Сомерсет (англ. Somerset) — місто (англ. town) в США, в окрузі Сент-Круа штату Вісконсин. Населення — 4291 особа (2020).

## Демографія
Згідно з переписом 2010 року, у місті мешкало 4036 осіб у 1391 домогосподарстві у складі 1129 родин. Було 1479 помешкань
Расовий склад населення:
| - 96,8 % — білих - 0,7 % — азіатів - 0,5 % — корінних американців - 0,4 % — чорних або афроамериканців |

До двох чи більше рас належало 1,2 %. Частка іспаномовних становила 1,5 % від усіх жителів.
За віковим діапазоном населення розподілялося таким чином: 28,4 % — особи молодші 18 років, 64,0 % — особи у віці 18—64 років, 7,6 % — особи у віці 65 років та старші. Медіана віку мешканця становила 38,5 року. На 100 осіб жіночої статі у місті припадало 106,7 чоловіків;  на 100 жінок у віці від 18 років та старших — 108,2 чоловіків також старших 18 років.
Середній дохід на одне домашнє господарство  становив 90 112 долари США (медіана — 81 048), а середній дохід на одну сім'ю — 104 072 долари (медіана — 94 156). Медіана доходів становила 64 375 доларів для чоловіків та 58 583 долари для жінок. За межею бідності перебувало 1,6 % осіб, у тому числі 0,0 % дітей у віці до 18 років та 4,0 % осіб у віці 65 років та старших.
Цивільне працевлаштоване населення становило 2107 осіб. Основні галузі зайнятості: освіта, охорона здоров'я та соціальна допомога — 18,9 %, виробництво — 18,2 %, будівництво — 14,1 %, роздрібна торгівля — 11,8 %.